# 村上大
村上 大（むらかみ だい、1984年12月12日 - ）は、青森県出身の元バスケットボール選手である。ポジションはガード。

## 来歴
五所川原高校から中央大学に進み、卒業後は地元で高校教員となりクラブチームでプレー。
2010年、秋田ノーザンハピネッツに練習生として入団し、2011年2月に選手契約したが、2月28日に契約解除。

## 経歴
- 五所川原高校 - 中央大学 - ヒラカワ事務器BC - OGNオールスターズ - 秋田（2011年）